# Vauchelles-lès-Domart
Vauchelles-lès-Domart és un municipi francès situat al departament del Somme i a la regió dels Alts de França. L'any 2017 tenia 125 habitants.

## Demografia

### Població

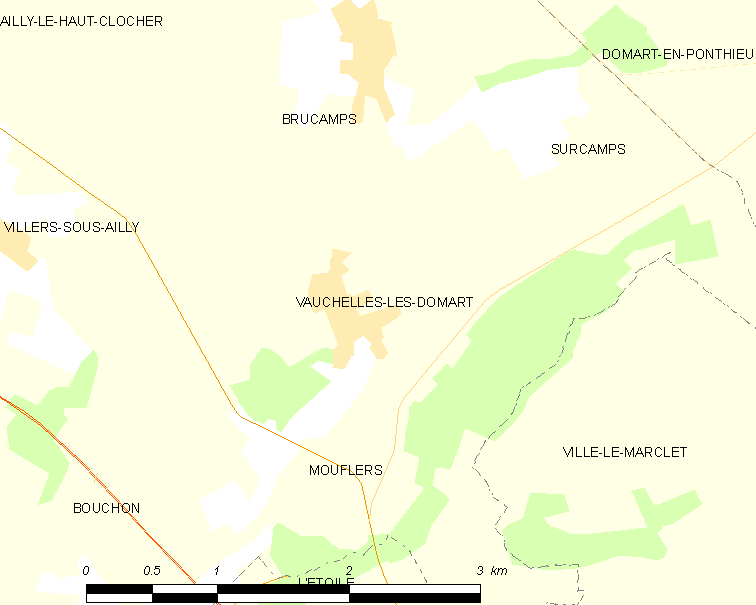
mapa del municipi

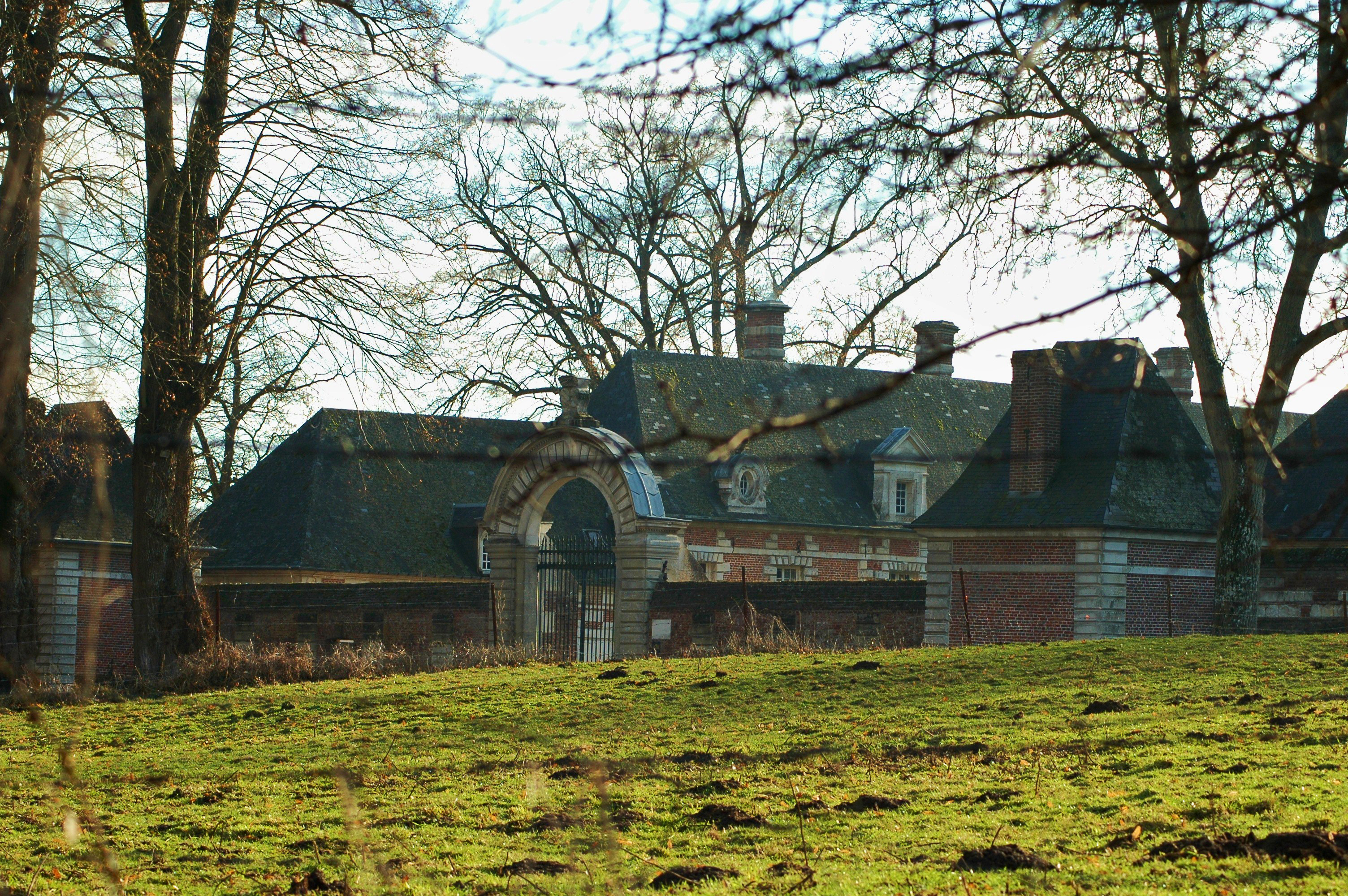

El 2017 la població de fet de Vauchelles-lès-Domart era de 125 persones. En 2007 hi havia 45 famílies de les quals 8 eren unipersonals (8 dones vivint soles i 8 dones vivint soles), 4 parelles sense fills, 25 parelles amb fills i 8 famílies monoparentals amb fills.
La població ha evolucionat segons el següent gràfic:
Habitants censats

### Habitatges
El 2007 hi havia 55 habitatges, 45 eren l'habitatge principal de la família, 7 eren segones residències i 3 estaven desocupats. Tots els 55 habitatges eren cases. Dels 45 habitatges principals, 41 estaven ocupats pels seus propietaris, 2 estaven llogats i ocupats pels llogaters i 2 estaven cedits a títol gratuït; 4 tenien tres cambres, 10 en tenien quatre i 31 en tenien cinc o més. 41 habitatges disposaven pel capbaix d'una plaça de pàrquing. A 16 habitatges hi havia un automòbil i a 22 n'hi havia dos o més.

### Piràmide de població

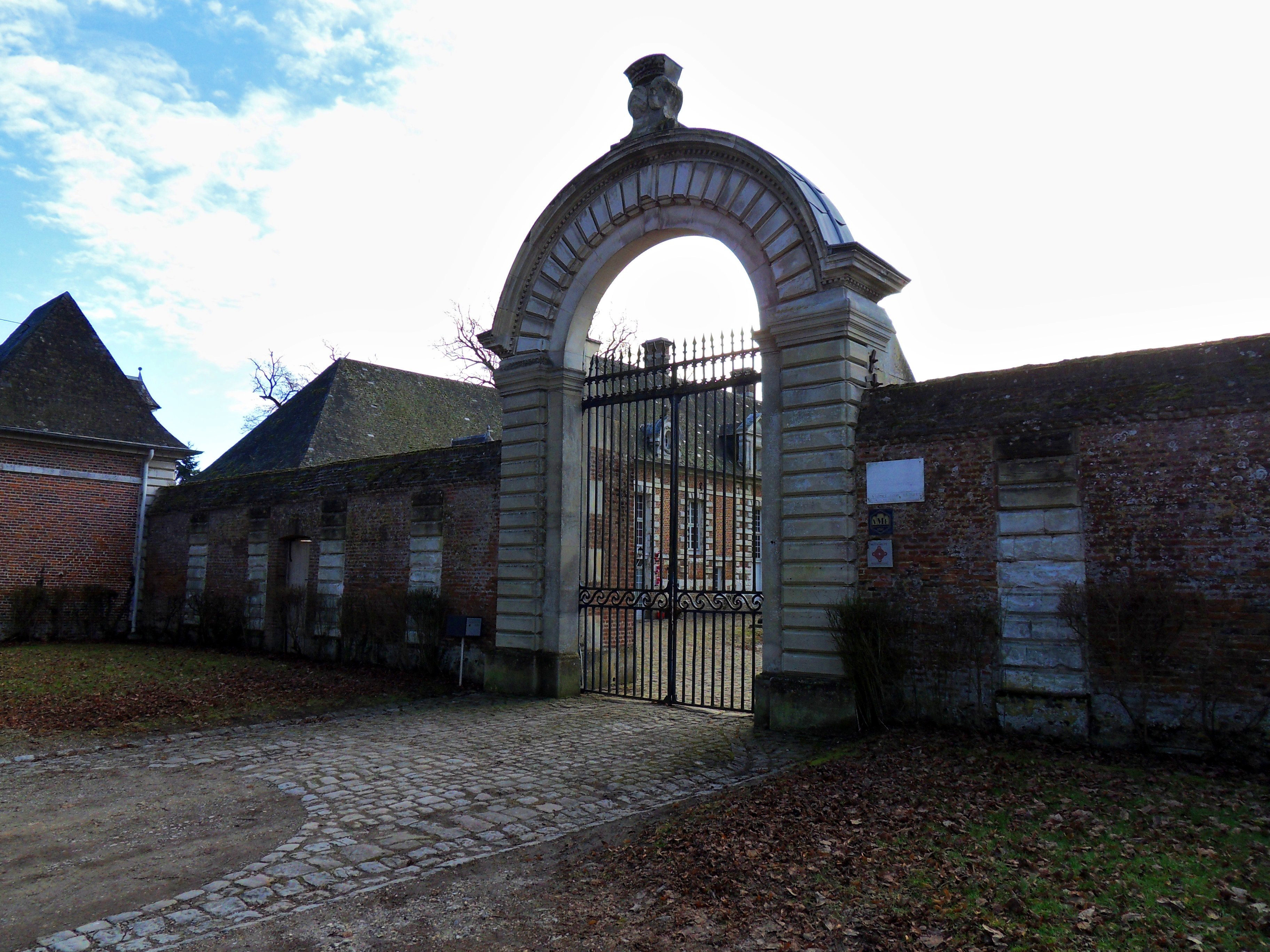

La piràmide de població per edats i sexe el 2009 era:
| Homes | Edats   | Dones |
| ----- | ------- | ----- |
| 0     | 95 o +  | 0     |
| 0     | 90 a 94 | 0     |
| 0     | 85 a 89 | 8     |
| 4     | 80 a 84 | 0     |
| 0     | 75 a 79 | 4     |
| 0     | 70 a 74 | 0     |
| 4     | 65 a 69 | 0     |
| 0     | 60 a 64 | 4     |
| 0     | 55 a 59 | 0     |
| 12    | 50 a 54 | 8     |
| 8     | 45 a 49 | 8     |
| 4     | 40 a 44 | 8     |
| 0     | 35 a 39 | 0     |
| 4     | 30 a 34 | 0     |
| 0     | 25 a 29 | 0     |
| 0     | 20 a 24 | 4     |
| 4     | 15 a 19 | 4     |
| 0     | 10 a 14 | 8     |
| 0     | 5 a 9   | 4     |
| 0     | 0 a 4   | 0     |

## Economia

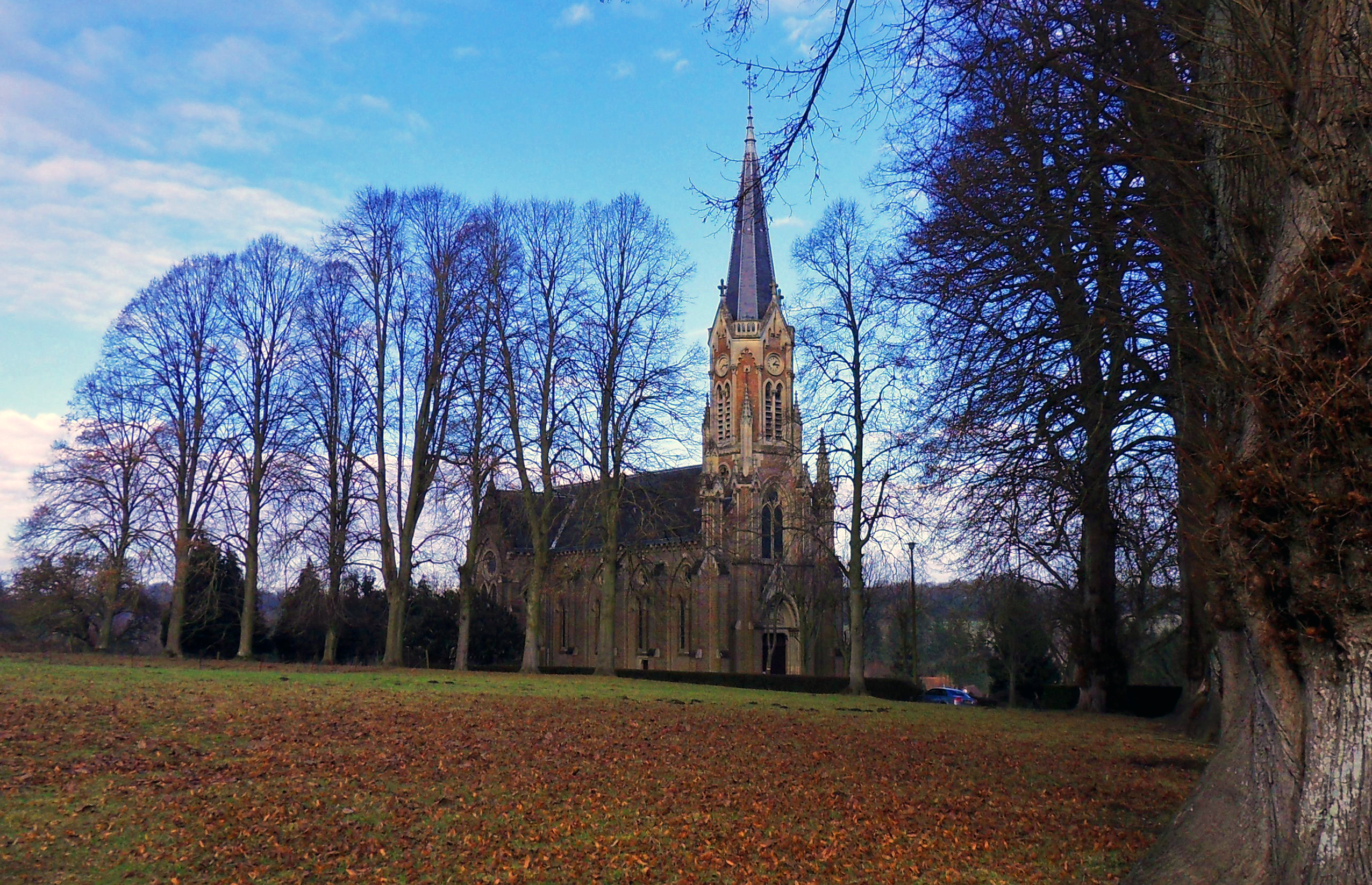
església

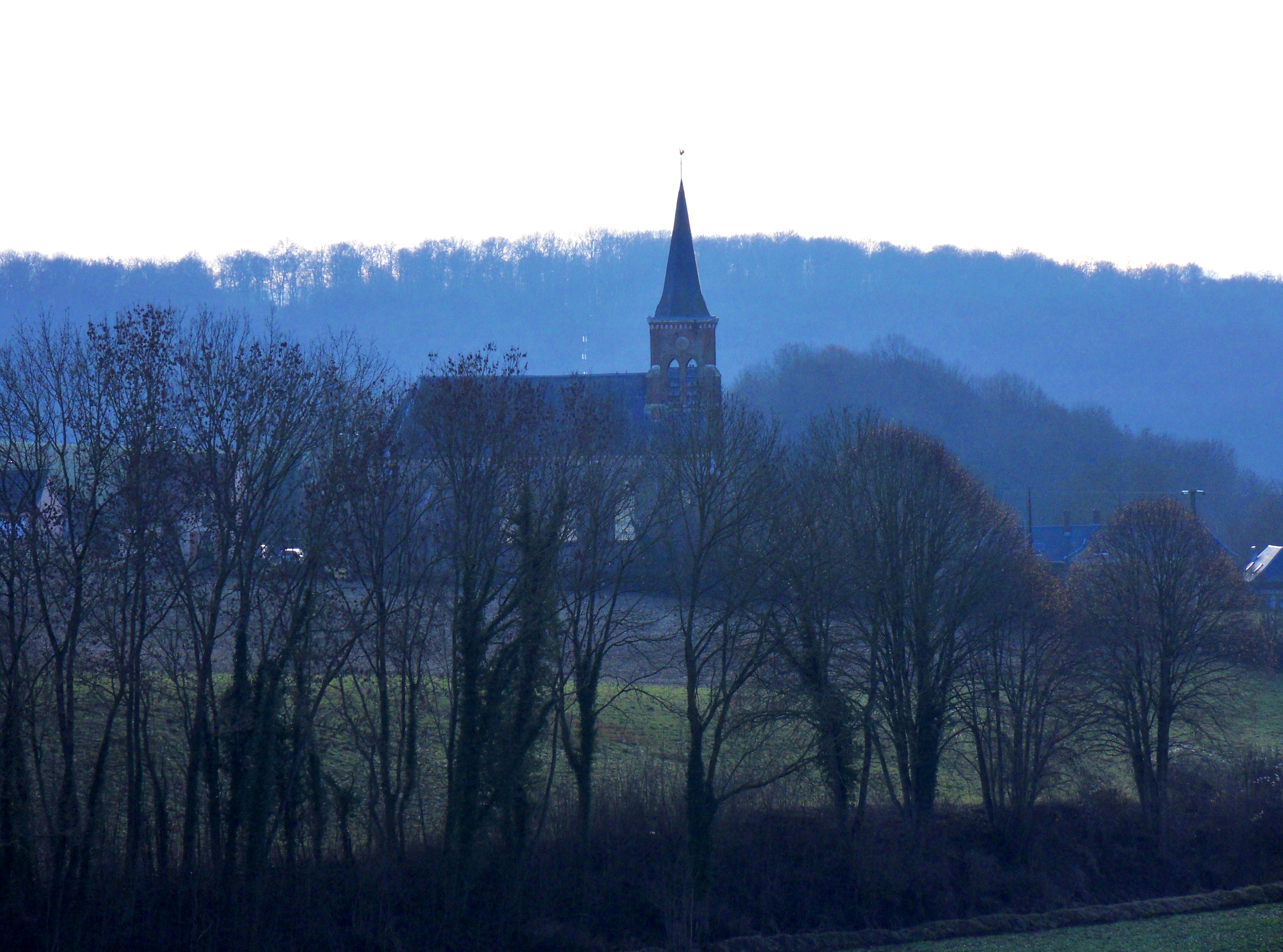

El 2007 la població en edat de treballar era de 84 persones, 58 eren actives i 26 eren inactives. De les 58 persones actives 54 estaven ocupades (26 homes i 28 dones) i 4 estaven aturades (3 homes i 1 dona). De les 26 persones inactives 8 estaven jubilades, 11 estaven estudiant i 7 estaven classificades com a «altres inactius».
Activitats econòmiques
Dels 3 establiments que hi havia el 2007, 1 era d'una empresa extractiva i 2 d'empreses de construcció.
Els 2 serveis als particulars que hi havia el 2009 eren lampisteries.
L'any 2000 a Vauchelles-lès-Domart hi havia 3 explotacions agrícoles que ocupaven un total de 231 hectàrees.

## Poblacions més properes
El següent diagrama mostra les poblacions més properes.